# جوستاف شتريسمان

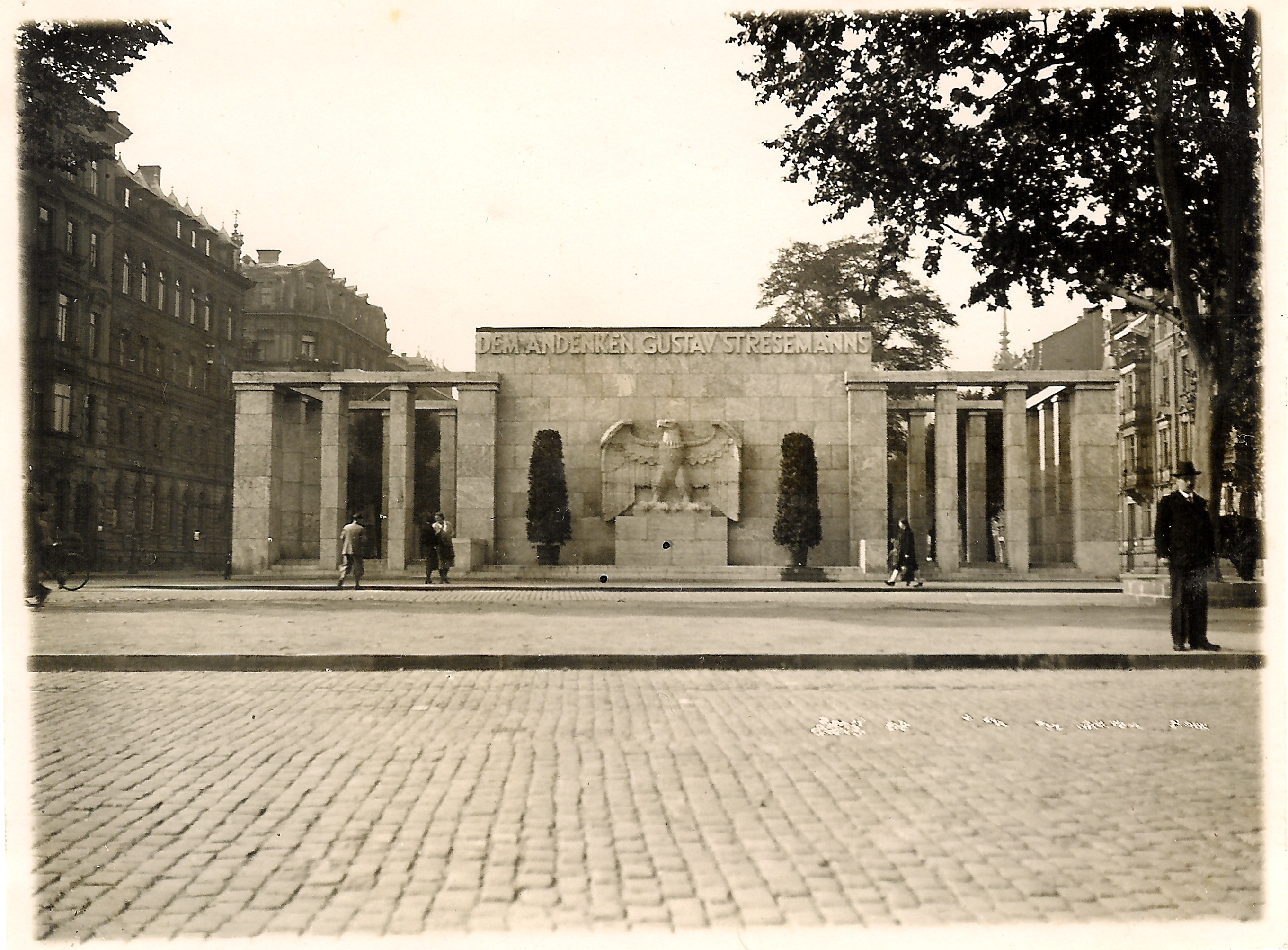
نصب غوستاف ستريسمان التذكاري في ماينز ، أكتوبر 1931

جوستاف شتريسمان (بالألمانية: Gustav Stresemann) (مواليد 10 مايو 1878 - الوفاة 3 أكتوبر 1929) سياسي ألماني شغل منصب المستشارية في عام 1923 (لفترة 102 يوم) وكان وزير الخارجية 1923-1929 خلال جمهورية فايمار. الحائز على جائزة نوبل للسلام بالمناصفة في عام 1926.
حقق ستريسمان العديد من الإنجازات السياسية، وكان أبرز إنجازاته المصالحة بين ألمانيا وفرنسا، والتي حاز بسببها على جائزة نوبل للسلام. ولكن خلال فترة من عدم الاستقرار السياسي والحكومات الضعيفة لم يدُم في منصبه كثيرا، وكان ينظر إليه على أنه عموما عضو مجلس الوزراء الأكثر نفوذا في معظم جهات جمهورية فايمار.
خلال مسيرته السياسية، وقال إنه يمثل ثلاثة أحزاب الليبرالية المتعاقبة، وكان القائد البارز في حزب الشعب الألماني خلال جمهورية فايمار.

## تعريب
1. ↑  تعرب بنطق يختلف عن نطق اللغة الأصلية باسم ستريسمان.

## وصلات خارجية
- جوستاف شتريسمان على موقع الموسوعة البريطانية (الإنجليزية)
- جوستاف شتريسمان على موقع إن إن دي بي (الإنجليزية)
- جوستاف شتريسمان على موقع ديسكوغز (الإنجليزية)
- http://nobelprize.org/peace/laureates/1926/stresemann-bio.html